# Thrinaxodon
Thrinaxodon (dientes con tres puntas) es un género extinto de terápsidos ("reptiles" mamiferoides) del suborden cinodontos. Sus fósiles han sido hallados en estratos del período Triásico (hace 248-245 millones de años) en África del Sur y la Antártida. Debido a que está cercanamente relacionado con el linaje que conduce a los mamíferos, Thrinaxodon es considerado con frecuencia como un fósil transicional. Las dos especies conocidas tienen un rango de tamaño que va de los 30 a los 50 centímetros de longitud.

## Descripción

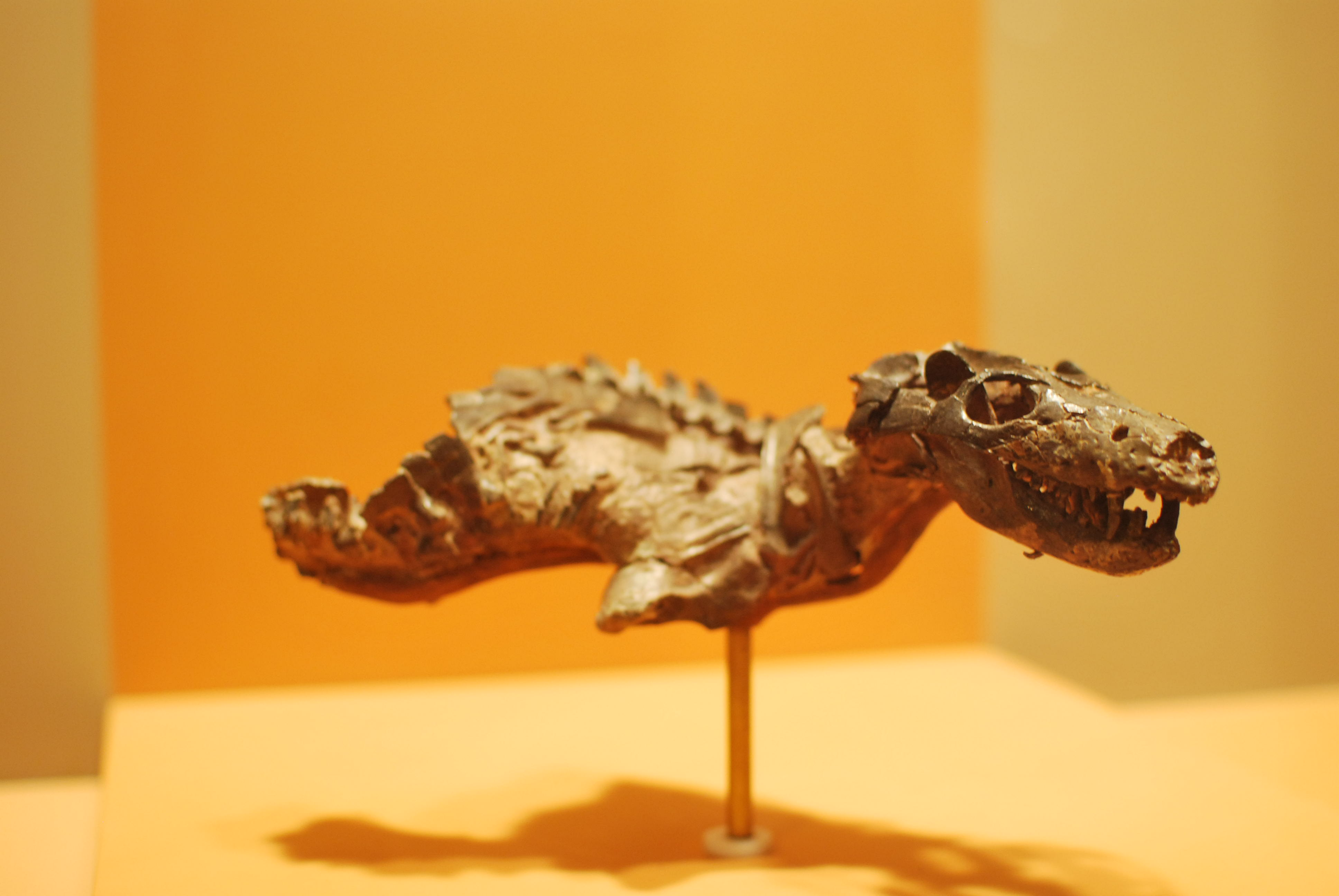
Esqueleto parcial de Thrinaxodon.

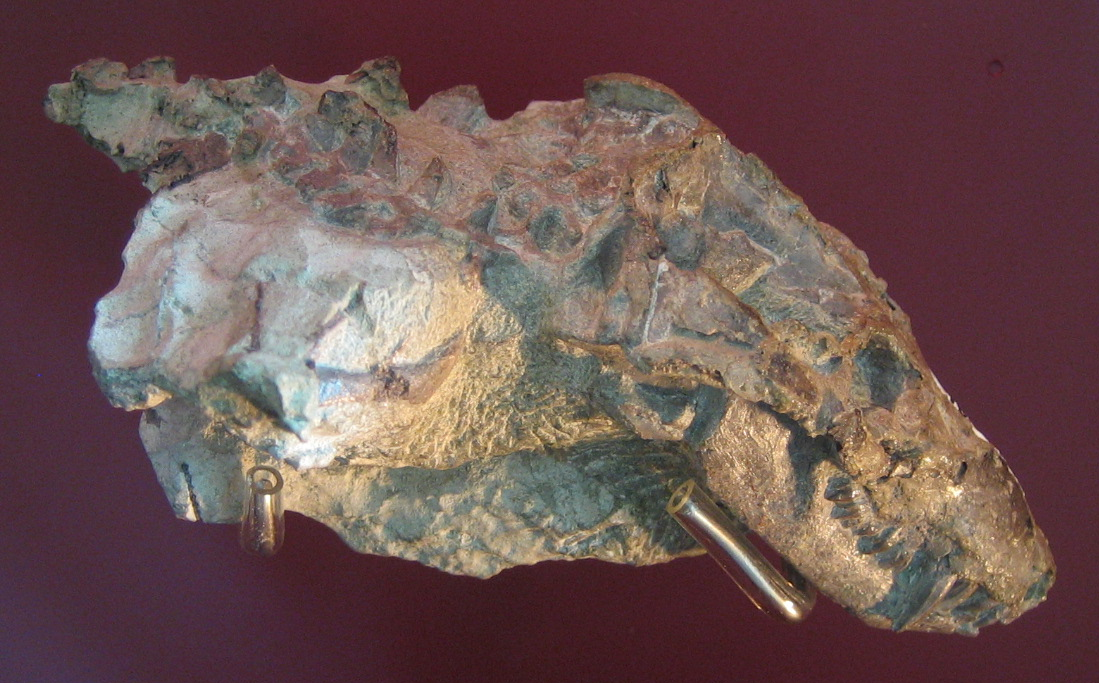
Thrinaxodon liorhinus en CosmoCaixa Barcelona.

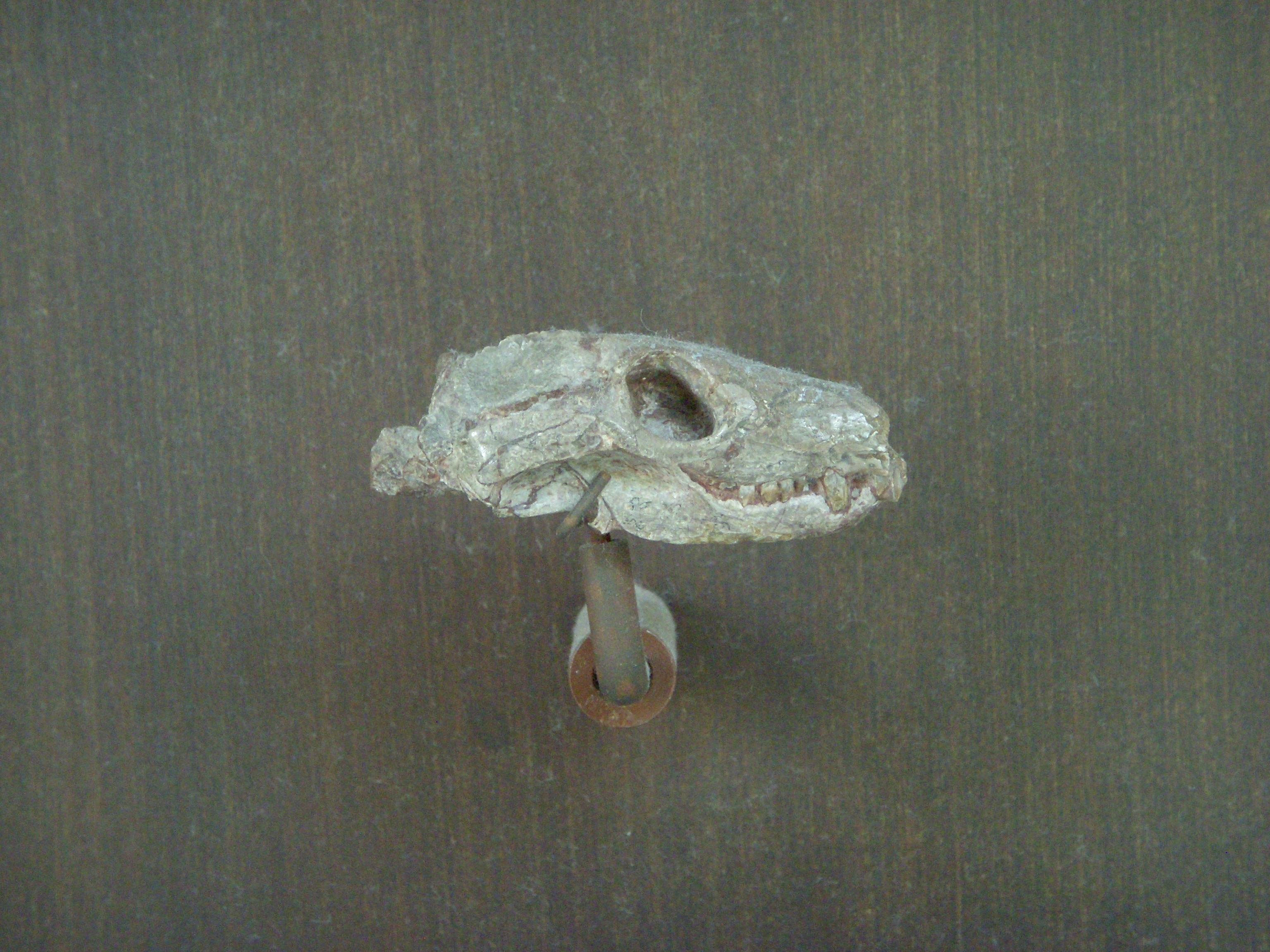
El cráneo de Thrinaxodon liorhinus (AMNH 5630) en el Museo Americano de Historia Natural, procedente de Sudáfrica.

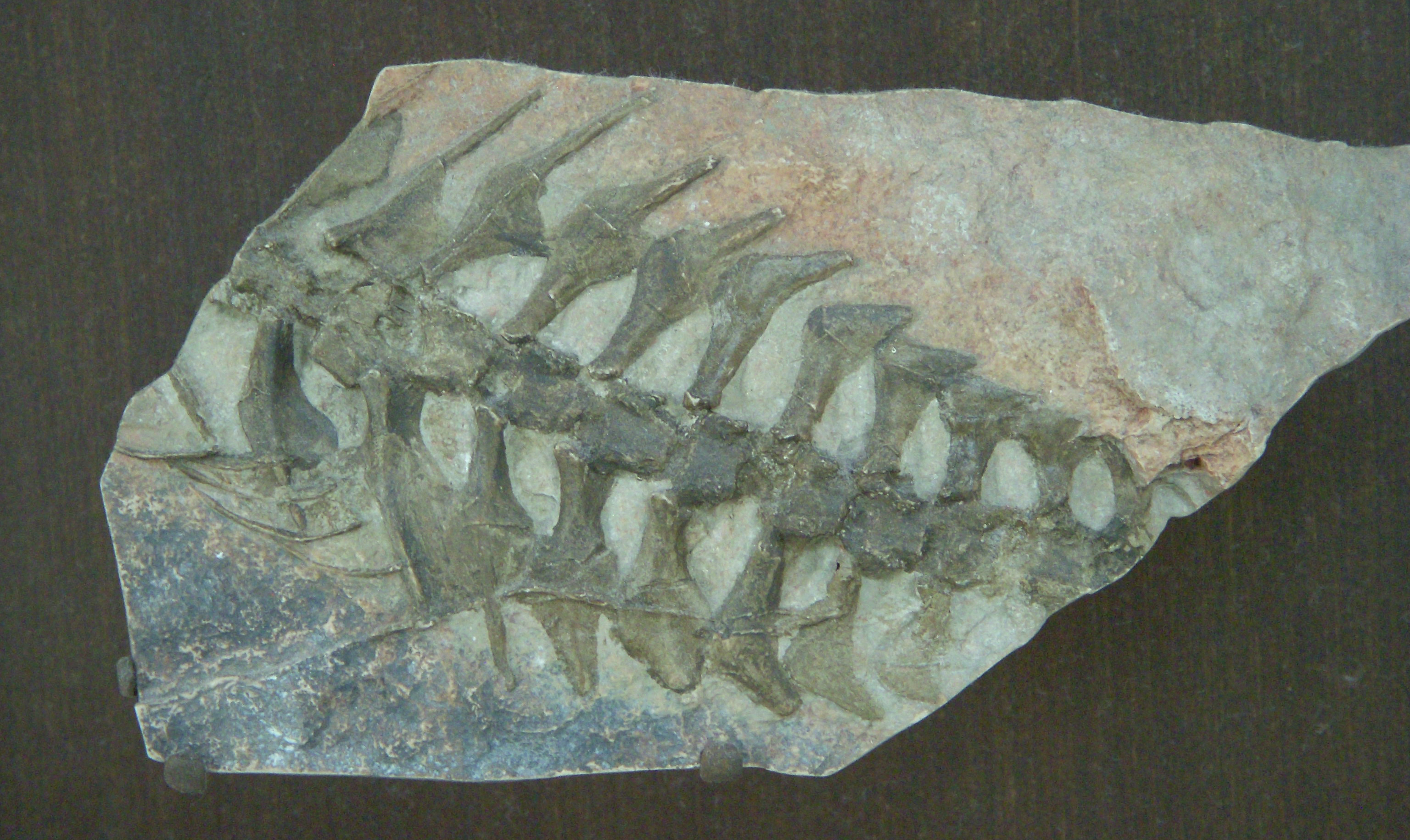
Vértebras y costillas de Thrinaxodon liorhinus (AMNH 9516) ene el Museo Americano de Historia Natural, procedentes de la Antártida.

Thrinaxodon probablemente vivía en madrigueras poco profundas que cavaba en bancos de ríos o laderas.
Siendo un carnívoro de patas cortas y dientes afilados, Thrinaxodon vivía en madrigueras, y sus dientes bien diferenciados sugieren que comía criaturas pequeñas como insectos y reptiles, entre otros. Ciertas características de sus restos muestran que esta criatura era más similar a los mamíferos que sus ancestros sinápsido. Tenía una cabeza grande con agujeros en el área del hocico, los cuales se han considerado como indicio de que tenía vibrisas (bigotes), pero el lagarto actual Tupinambis también posee agujeros en la misma área que son casi idénticos. Un hueso dentario agrandado se extendía a cada lado de la mandíbula y contenía los alvéolos para sus dientes inferiores. Como otros cinodontes, Thrinaxodon podía masticar y respirar al mismo tiempo, gracias al desarrollo evolutivo del paladar secundario. Las regiones del pecho y la zona abdominal estaban probablemente separadas por un diafragma - una capa muscular que se contrae para llenar los pulmones,  que le pudo haber permitido a Thrinaxodon respirar más eficientemente que sus predecesores.

## Paleobiología

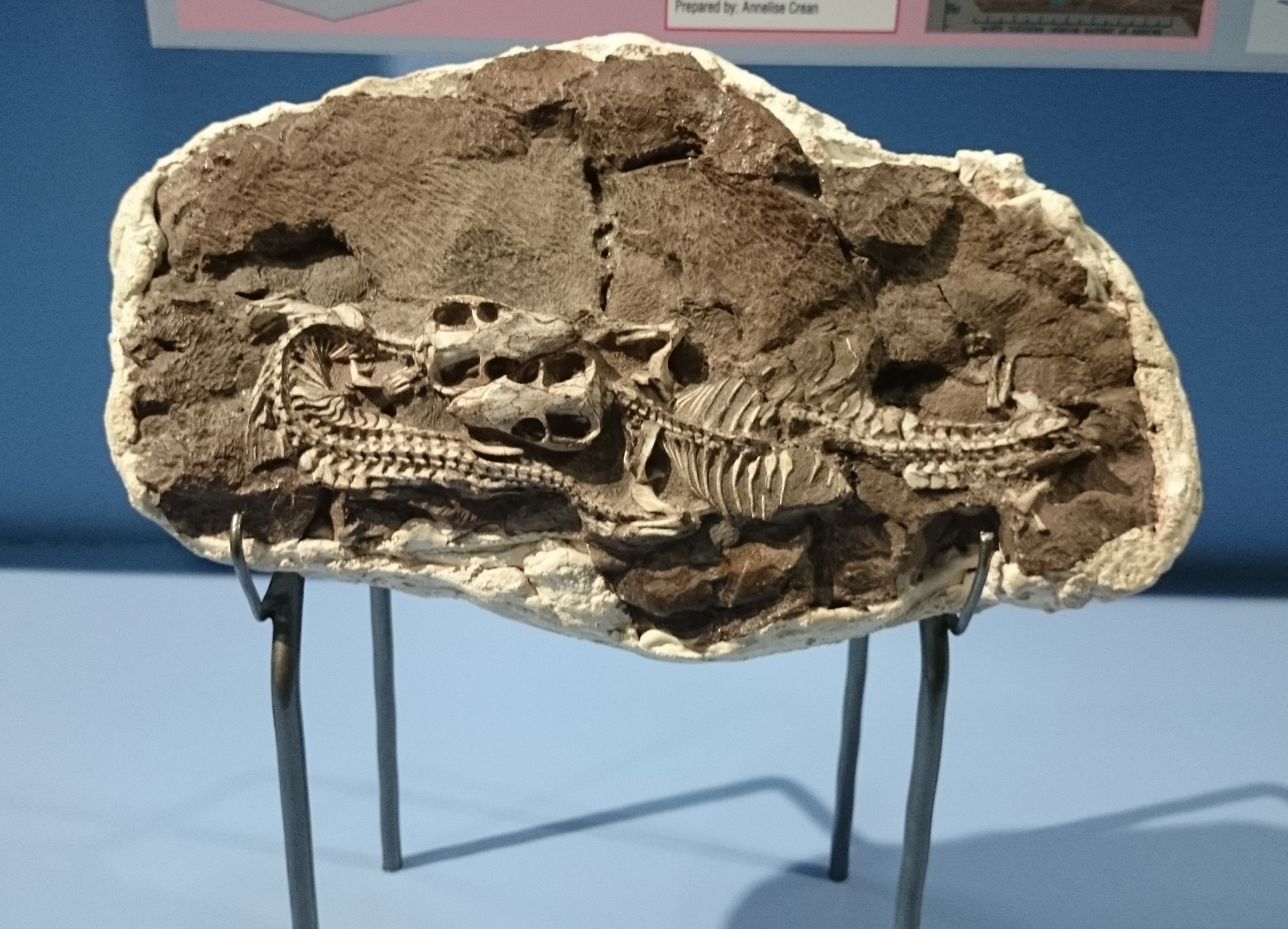
Dos especímenes conservados juntos.

En respuesta a las amplias oscilaciones de la temperatura diaria durante el Triásico Inferior, este animal puede haber sido euritérmico, es decir capaz de funcionar bajo un amplio rango de temperaturas; esto pudo haber sentado las bases para el desarrollo de la endotermia homotérmica de los mamíferos. Como sus predecesores, seguramente Thrinaxodon  depositaba huevos, y aun retenía varios rasgos reptilianos en el esqueleto. La carencia de la glándula harderiana indica que no tenía un pelaje completo, pero si poseía vibrisas las cuales le permitirían moverse por las madrigueras eficientemente.

## Descubrimiento
Sus restos fueron encontrados en Sudáfrica y la Antártida, apoyando la idea de que ambos continentes alguna vez estuvieron unidos. 
Su nombre proviene de los términos griegos θρῖναξ, thrīnax, "tridente", y ὀδούς/ὀδόντ-, odoús/odónt-, "diente", en referencia a sus dientes posteriores, si bien el nombre es un error gramatical: "Thrinacodon" (Thrinakódōn) debería ser la forma correcta.

## Filogenia
Thrinaxodon pertenece a un clado de cinodontes llamado Epicynodontia. Es un miembro basal de ese clado, quedando por fuera del grupo más avanzado de los epicinodontes, los Eucynodontia. A continuación se muestra un cladograma basado en el de Abdala (2007), mostrando la posición filogenética de Thrinaxodon:
|  | Procynosuchus |
|  |               |
|  | Dvinia        |
|  |               |

|  | Galesaurus    |
|  |               |
|  | Progalesaurus |
|  |               |

|              | Platycraniellus                                                 |
|              |                                                                 |
| Eucynodontia | \| \| Cynognathia \| \| \| \| \| \| Probainognathia \| \| \| \| |
|              | \| \| Cynognathia \| \| \| \| \| \| Probainognathia \| \| \| \| |
|              | Cynognathia                                                     |
|              |                                                                 |
|              | Probainognathia                                                 |
|              |                                                                 |

|  | Cynognathia     |
|  |                 |
|  | Probainognathia |
|  |                 |

|              | Platycraniellus                                                 |
|              |                                                                 |
| Eucynodontia | \| \| Cynognathia \| \| \| \| \| \| Probainognathia \| \| \| \| |
|              | \| \| Cynognathia \| \| \| \| \| \| Probainognathia \| \| \| \| |
|              | Cynognathia                                                     |
|              |                                                                 |
|              | Probainognathia                                                 |
|              |                                                                 |

|  | Cynognathia     |
|  |                 |
|  | Probainognathia |
|  |                 |

|  | Galesaurus    |
|  |               |
|  | Progalesaurus |
|  |               |

|              | Platycraniellus                                                 |
|              |                                                                 |
| Eucynodontia | \| \| Cynognathia \| \| \| \| \| \| Probainognathia \| \| \| \| |
|              | \| \| Cynognathia \| \| \| \| \| \| Probainognathia \| \| \| \| |
|              | Cynognathia                                                     |
|              |                                                                 |
|              | Probainognathia                                                 |
|              |                                                                 |

|  | Cynognathia     |
|  |                 |
|  | Probainognathia |
|  |                 |

|              | Platycraniellus                                                 |
|              |                                                                 |
| Eucynodontia | \| \| Cynognathia \| \| \| \| \| \| Probainognathia \| \| \| \| |
|              | \| \| Cynognathia \| \| \| \| \| \| Probainognathia \| \| \| \| |
|              | Cynognathia                                                     |
|              |                                                                 |
|              | Probainognathia                                                 |
|              |                                                                 |

|  | Cynognathia     |
|  |                 |
|  | Probainognathia |
|  |                 |

|  | Procynosuchus |
|  |               |
|  | Dvinia        |
|  |               |

|  | Galesaurus    |
|  |               |
|  | Progalesaurus |
|  |               |

|              | Platycraniellus                                                 |
|              |                                                                 |
| Eucynodontia | \| \| Cynognathia \| \| \| \| \| \| Probainognathia \| \| \| \| |
|              | \| \| Cynognathia \| \| \| \| \| \| Probainognathia \| \| \| \| |
|              | Cynognathia                                                     |
|              |                                                                 |
|              | Probainognathia                                                 |
|              |                                                                 |

|  | Cynognathia     |
|  |                 |
|  | Probainognathia |
|  |                 |

|              | Platycraniellus                                                 |
|              |                                                                 |
| Eucynodontia | \| \| Cynognathia \| \| \| \| \| \| Probainognathia \| \| \| \| |
|              | \| \| Cynognathia \| \| \| \| \| \| Probainognathia \| \| \| \| |
|              | Cynognathia                                                     |
|              |                                                                 |
|              | Probainognathia                                                 |
|              |                                                                 |

|  | Cynognathia     |
|  |                 |
|  | Probainognathia |
|  |                 |

|  | Galesaurus    |
|  |               |
|  | Progalesaurus |
|  |               |

|              | Platycraniellus                                                 |
|              |                                                                 |
| Eucynodontia | \| \| Cynognathia \| \| \| \| \| \| Probainognathia \| \| \| \| |
|              | \| \| Cynognathia \| \| \| \| \| \| Probainognathia \| \| \| \| |
|              | Cynognathia                                                     |
|              |                                                                 |
|              | Probainognathia                                                 |
|              |                                                                 |

|  | Cynognathia     |
|  |                 |
|  | Probainognathia |
|  |                 |

|              | Platycraniellus                                                 |
|              |                                                                 |
| Eucynodontia | \| \| Cynognathia \| \| \| \| \| \| Probainognathia \| \| \| \| |
|              | \| \| Cynognathia \| \| \| \| \| \| Probainognathia \| \| \| \| |
|              | Cynognathia                                                     |
|              |                                                                 |
|              | Probainognathia                                                 |
|              |                                                                 |

|  | Cynognathia     |
|  |                 |
|  | Probainognathia |
|  |                 |

## En la cultura popular
- En la serie de televisión Walking with Dinosaurs, aparecen dos cinodontes en el primer episodio. El episodio se encuentra en Arizona, donde una especie sin nombre de cinodonte se conoce solo a partir de dientes. Por tanto, la reconstrucción de este cinodonte se basó principalmente en Thrinaxodon de Sudáfrica.[10]
- Varios Thrinaxodon aparecen en Magic: el encuentro en donde se conocen como Thrinaxes.[11]
- También aparecen en Animal Armaggedon, donde son erróneamente representados en el Pérmico Superior.